# Symonds Yat
Symonds Yat – wieś w Anglii, w hrabstwie Herefordshire, na granicy z Gloucestershire, położone w Forest of Dean, nad rzeką Wye. Leży 24 km na południe od miasta Hereford i 178 km na zachód od Londynu.
Popularny ośrodek turystyki wodnej oraz kajakarstwa.